# Гальперн, Георг Гад
Гальперн Георг Гад ( 1 декабря 1878, Пинск — 22 мая 1962, Иерусалим ) — экономист, деятель сионистского движения.

## Биография
Родился в семье владельца спичечной фабрики  Иосифа Абрамовича Гальперна и Бейлы Левин (дочери известного промышленника Гада-Ошера Ошеровича Левина). Получил образование в университетах Вены, Берлина и Мюнхена (в котором в 1903 году получил докторскую степень в области экономики, тема диссертации — «Еврейские рабочие в Лондоне»). В период с 1914 по 1921 год писал статьи по экономическим вопросам во Frankfurter Zeitung.
В юности примкнул к сионистам, и с 1903 года более 55 лет принимал участие почти в каждом Всемирном сионистском конгрессе. С 1921 года президент Еврейского колониального банка в Лондоне, советник Хаима Вейцмана по финансовым вопросам и администратор экономических структур Всемирной сионистской организации. В период с 1921 по 1928 год возглавлял нефтяную компанию, принимал участие в деятельности Англо-Палестинского банка, Палестинской электрической корпорации, организации «Керен ха-Йесод» — Компании по приобретению земель.
В 1933 году эмигрировал в Эрец-Исраэль. В 1934 участвовал в создании страховой компании «Мигдал» (много лет был генеральным директором). Продолжил свою деятельность в правлении Банка Леуми (в последние годы жизни почётный председатель правления банка).